# Far de Na Pòpia
Der Far de Na Pòpia ist ein Leuchtturm auf der Insel Sa Dragonera, die vor der Westspitze der Baleareninsel Mallorca liegt und zur Gemeinde Andratx gehört. Er ist Spaniens Leuchtturm mit der höchsten Feuerhöhe, wurde aber bereits 1910 außer Betrieb gesetzt und ist heute nur noch als Ruine vorhanden.

## Geschichte und Bauwerk

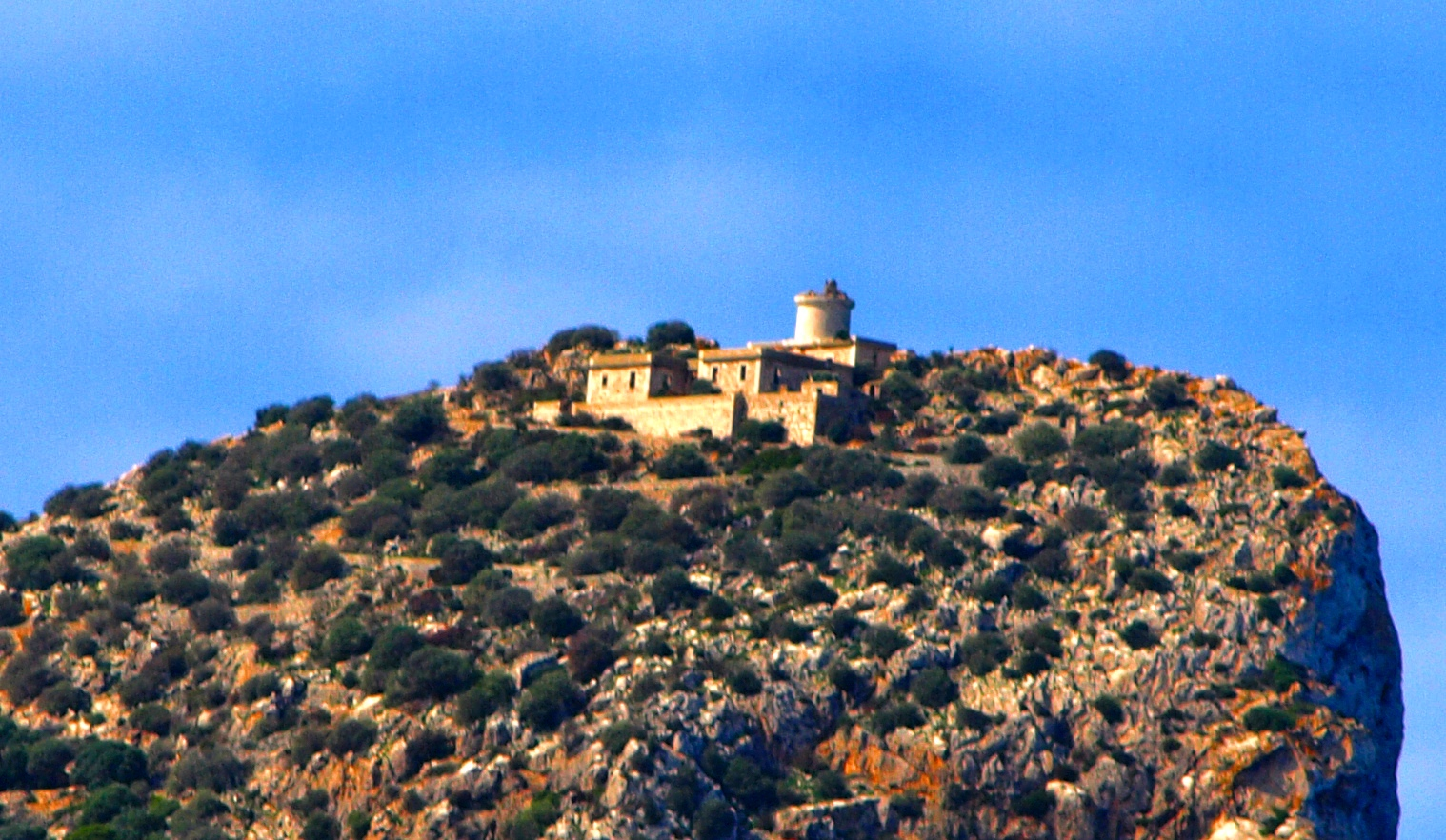
Der Leuchtturm auf dem Sa Pòpia

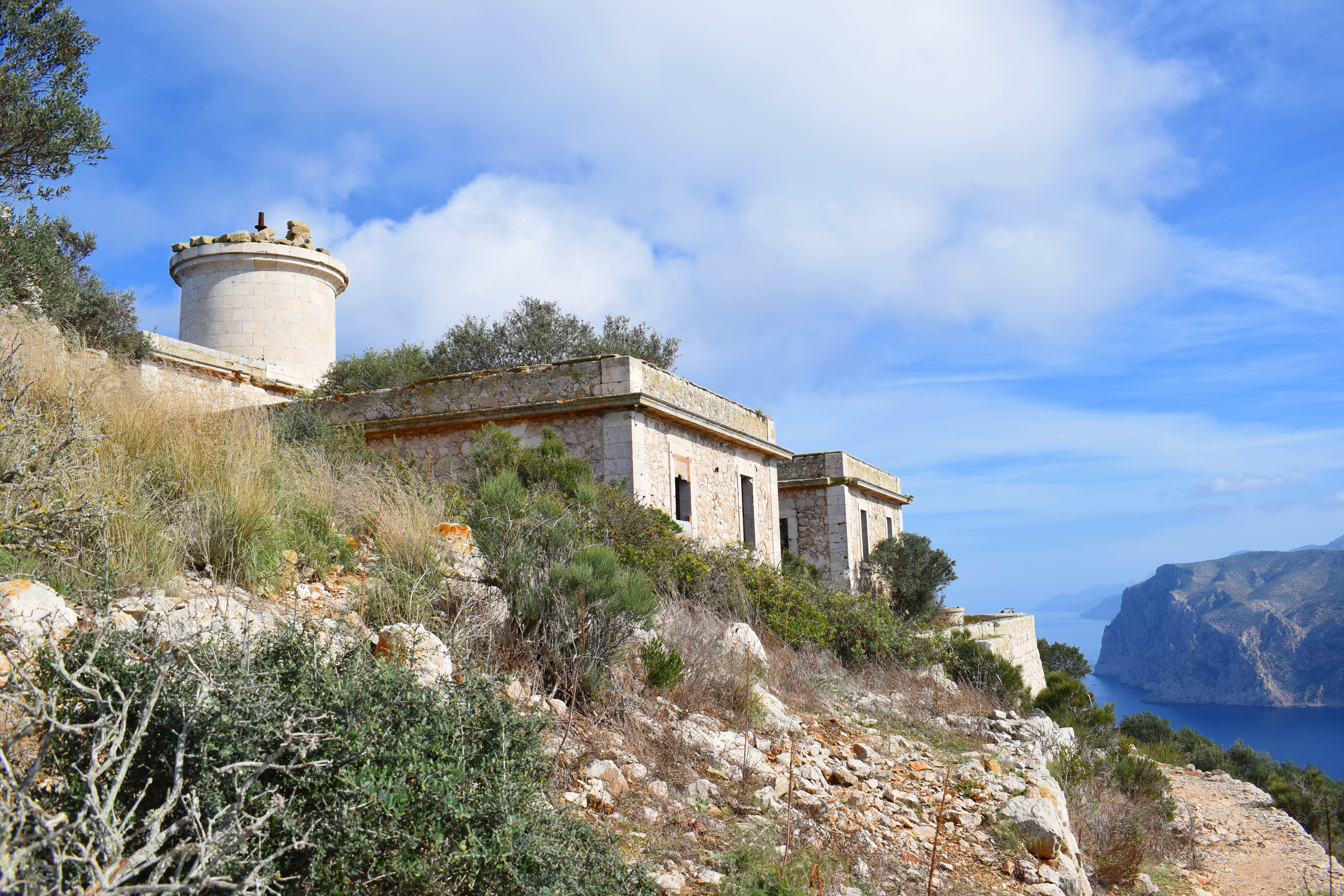
Der Leuchtturm mit den Häusern für seine beiden Wärter.

1847 wurde der Generalplan zur Befeuerung der spanischen Küsten beschlossen, der den Bau von 126 Leuchttürmen vorsah. Der Bau des Far de Na Pòpia auf Sa Dragonera wurde nach einem im August 1850 bestätigten Entwurf von Antonio López y Montalvo ausgeführt. Als Standort wählte der Ingenieur die mit 353 m höchste Erhebung der Insel, wo seit dem Ende des 16. Jahrhunderts der Wehrturm Talaia de na Guinavera stand. Damit ist er bis heute der höchstgelegene Leuchtturm Spaniens. Von September 1850 bis März 1851 bauten vor allem Gefangene den 4,5 km langen Weges vom Naturhafen Cala Lladó auf den Na Pòpia. Die Errichtung des Leuchtturms mit seinen Nebengebäuden dauerte etwa ein Jahr. Am 20. März 1852 nahm er seinen Betrieb auf.
Der Far de Na Pòpia wurde mit einer fest installierten katadioptrischen Optik dritter Ordnung mit drei vertikalen Drehlinsen ausgestattet und mit Olivenöl betrieben. Sein Leuchtfeuer war ein Festfeuer mit Blitzen im Abstand von 2 Minuten. Schon bald stellte sich heraus, dass der Standort nicht gut gewählt war. Gerade bei Wetterlagen, die sein Licht dringend erforderlich machten, verhüllten oft Wolken oder Nebel den Na Pòpia. Schließlich fiel die Entscheidung, den Far de Na Pòpia durch zwei tiefer aufgestellte Leuchttürme zu ersetzen, den Far de Llebeig an der Südwestspitze und den Far de Tramuntana an der Nordostspitze Sa Dragoneras. Am 15. November 1910 stellte er den Betrieb ein. Miguel Sancho Gili, sein letzter Leuchtturmwärter, tat noch bis 1916 auf dem Far de Llebeig Dienst. Die Optik wurde ausgebaut und an die Küste Valencias geschafft.
Sich dem steilen Standort anpassend erstrecken sich die Gebäude des Far de Na Pòpia über mehrere Ebenen. Neben Wohngebäuden für die Familien der Leuchtturmwärter gibt es Nebengebäude, die zur Unterbringung der notwendigen Geräte und des Proviants dienten. Der früher 12 m hohe Turm ist von zylindrischer Gestalt und wie die übrigen Gebäude aus Kalksteinblöcken gebaut. Von seiner Galerie und der Laterne ist heute nichts mehr vorhanden. Das Betreten der gesamten Anlage ist aus Sicherheitsgründen verboten.

## Zugang
Von Sant Elm verkehrt im Sommerhalbjahr mehrmals täglich ein kleines Linienschiff auf die als Naturpark ausgewiesene autofreie Insel Sa Dragonera. Vom dortigen Bootsanleger folgt man dem als lokaler Wanderweg Nr. 4 ausgeschilderten alten Leuchtturmwärterweg auf den Berggipfel hinauf, von dem sich ein weiter Ausblick auf die Südwestküste Mallorcas bietet. Der um 1850 angelegte Weg ist in relativ gutem Zustand, für den Hin- und Rückweg sind knapp drei Stunden einzuplanen.